# 존 매든 (영화 감독)
존 매든(John Madden, 1949년 4월 8일 ~ )은 잉글랜드의 영화 감독이다.

## 작품 목록
- 위도우메이커 (1990)
- 에단 프롬 (1993)
- 골든 게이트 (1994)
- 미세스 브라운 (1997)
- 셰익스피어 인 러브 (1998)
- 코렐리의 만돌린 (2001)
- 프루프 (2005)
- 킬샷 (2008)
- 언피니시드 (2010)
- 베스트 엑조틱 메리골드 호텔 (2011)
- 베스트 엑조틱 메리골드 호텔 2 (2015)
- 미스 슬로운 (2016)